# Lisa, Teleorman
Lisa là một xã thuộc hạt Teleorman, România. Dân số thời điểm năm 2002 là 2655 người.